# Gran Premi de Mònaco del 1968
Resultats del Gran Premi de Mònaco de Fórmula 1 de la temporada 1968, disputat al circuit urbà de Montecarlo el 26 de maig del 1968.

## Resultats de la cursa
| Pos | No | Pilot                | Equip           | Voltes | Temps/ Retir. | Pos. de sort. | Punts |
| --- | -- | -------------------- | --------------- | ------ | ------------- | ------------- | ----- |
| 1   | 9  | Graham Hill          | Lotus - Ford    | 80     | 2h 00' 32.3   | 1             | 9     |
| 2   | 15 | Richard Attwood      | BRM             | 80     | + 2.2 s       | 6             | 6     |
| 3   | 7  | Lucien Bianchi       | Cooper - BRM    | 76     | + 4 Voltes    | 14            | 4     |
| 4   | 6  | Ludovico Scarfiotti  | Cooper - BRM    | 76     | + 4 Voltes    | 15            | 3     |
| 5   | 12 | Denny Hulme          | McLaren - Ford  | 73     | + 7 Voltes    | 10            | 2     |
| Ret | 8  | John Surtees         | Honda           | 16     | Caixa canvi   | 4             |       |
| Ret | 4  | Pedro Rodríguez      | BRM             | 16     | Accident      | 9             |       |
| Ret | 17 | Jo Siffert           | Lotus - Ford    | 17     | Diferencial   | 3             |       |
| Ret | 1  | Jean-Pierre Beltoise | Matra           | 11     | Accident      | 8             |       |
| Ret | 16 | Piers Courage        | BRM             | 11     | Xassís        | 11            |       |
| Ret | 19 | Dan Gurney           | Eagle - Weslake | 9      | Motor         | 16            |       |
| Ret | 3  | Jochen Rindt         | Brabham - Repco | 8      | Accident      | 5             |       |
| Ret | 2  | Jack Brabham         | Brabham - Repco | 7      | Suspensions   | 12            |       |
| Ret | 11 | Johnny Servoz-Gavin  | Matra - Ford    | 3      | Palier        | 2             |       |
| Ret | 14 | Bruce McLaren        | McLaren - Ford  | 0      | Accident      | 7             |       |
| Ret | 10 | Jackie Oliver        | Lotus - Ford    | 0      | Accident      | 13            |       |
| NVQ | 18 | Jo Bonnier           | McLaren - BRM   |        |               |               |       |
| NVQ | 21 | Silvio Moser         | Brabham - Repco |        |               |               |       |

## Altres
- Pole: Graham Hill 1' 28. 2
- Volta ràpida: Richard Attwood 1' 28. 1 (a la volta 80)